# بونگ جه هیون
بونگ جه هیون (کره‌ای: 봉재현؛ زادهٔ ۴ ژانویه ۱۹۹۹) که با نام جه‌هیون (کره‌ای: 재현) شناخته می‌شود، خواننده و بازیگر اهل کره جنوبی است. او یکی از اعضای گروه پسرانه کره‌ای گلدن چایلد است. او به خاطر ایفای نقش در مجموعه تلویزیونی هندوانه چشمک زن و بازگشت یک گانگستر به دبیرستان شناخته میشود.